# Srednja brzina
U svakodnevnoj upotrebi i u kinematici, srednja brzina jednog objekta je magnituda njegove brzine (stope promene položaja); stoga je to skalarna količina. Srednja brzina nekog objekta u vremenskom intervalu je pređena udaljenost podeljena sa trajanjem intervala, trenutna brzina je limit srednje brzine kad se trajanje vremenskog intervala približava nuli.
Brzina ima dimenzije rastojanja podeljenog vremenom. SI jedinica brzine je metar u sekundi, ali najčešća jedinica brzine u svakodnevnoj upotrebi je kilometar na čas ili, u SAD i Velikoj Britaniji, milja na sat. Za vazdušna i pomorska putovanja, čvor se obično koristi.
Najveća moguća brzina kojom energija ili informacija mogu da putuju, prema specijalnoj relativnosti, je brzina svetlosti u vakuumu c = 299.792.458 metara u sekundi (približno 1.079.000.000 km/h ili 671.000.000 mph). Materija ne može da dostigne brzinu svetlosti, jer bi to zahtevalo beskonačnu količinu energije.

## Definicija

### Istorijska definicija
Italijanski fizičar Galileo Galilej se obično smatra prvim koji je merio brzinu uzimajući u obzir pređenu udaljenost i potrebno vreme. Galileo je definisao brzinu kao pređenu razdaljinu po jedinici vremena. To se izražava u obliku jednačine, kao
{\displaystyle v={\frac {d}{t}},}
gde je {\displaystyle v} brzina, {\displaystyle d} je rastojanje, i {\displaystyle t} je vreme. Na primer, biciklista koji prelazi 30 metara u vremenu od 2 sekunde, ima brzinu od 15 metara u sekundi. Objekti u pokretu često imaju varijacije u brzini (automobil bi mogao da putuje ulicom brzinom od 50 km/h, sporo do 0 km/h, a zatim dostigne 30 km/h).

### Trenutna brzina
Brzina u nekom trenutku, ili pretpostavljena konstanta tokom veoma kratkog vremenskog perioda, naziva se trenutna brzina. Gledajući brzinomer, može se pročitati trenutna brzinu automobila u svakom trenutku. Automobil koji putuje brzinom od 50 km/h uglavnom ide za manje od jednog sata konstantnom brzinom, ali ako se kreće sa tom brzinom punih sat vremena, prelazi 50 km. Ako bi se vozilo kretalo tom brzinom pola sata, ono bi pokrilo pola te udaljenosti (25 km), dok bi za jedan minut prešlo 833 m.
U matematičkim smislu, trenutna srednja brzina {\displaystyle v} je definisana kao magnituda vektora trenutne brzine {\displaystyle {\boldsymbol {v}}}, to jest, derivat pozicije {\displaystyle {\boldsymbol {r}}} u odnosu na vreme:
{\displaystyle v=\left|{\boldsymbol {v}}\right|=\left|{\dot {\boldsymbol {r}}}\right|=\left|{\frac {d{\boldsymbol {r}}}{dt}}\right|\,.}
Ako je {\displaystyle s} dužina puta (takođe poznata kao rastojanje) pređena do vremena {\displaystyle t}, brzina je jednaka vremenskom izvodu {\displaystyle s}:
{\displaystyle v={\frac {ds}{dt}}.}
U posebnom slučaju kada je brzina konstantna (to jest, konstantna brzina na pravoj liniji), ovo se može pojednostaviti {\displaystyle v=s/t}. Srednja brzina u određenom vremenskom intervalu je ukupna pređena udaljenost podeljena sa vremenskim trajanjem.

### Srednja brzina
Za razliku od trenutne brzine, srednja brzina se definiše kao ukupna pokrivena udaljenost podeljena vremenskim intervalom. Na primer, ako je udaljenost od 80 kilometara pređena za 1 sat, prosečna brzina je 80 kilometara na sat. Isto tako, ako se prođe 320 kilometara u 4 sata, prosečna brzina je 80 kilometara na sat. Kada je udaljenost u kilometrima (km) podeljena vremenom u satima (h), rezultat je u kilometrima na sat (km/h).
Srednja brzina ne opisuje varijacije brzine koje su se mogle desiti u kraćim vremenskim intervalima (pošto je ukupna pređena razdaljina podeljena sa ukupnim vremenom putovanja), tako da je prosečna brzina često sasvim različita od vrednosti trenutne brzine. Ako je poznata prosečna brzina i vreme putovanja, pređena udaljenost se može izračunati preuređivanjem definicije u
{\displaystyle d={\boldsymbol {\bar {v}}}t\,.}
Koristeći ovu jednačinu za srednju brzinu od 80 kilometara na sat na četvorosatnom putovanju, pređena udaljenost je 320 kilometara.
Izraženo u grafičkom jeziku, nagib tangentne linije u bilo kojoj tački grafikona zavisnosti vremena od udaljenosti je trenutna brzina u toj tački, dok je nagib tetive istog grafa prosečna brzina u vremenskom intervalu pokrivenom tetivom. Prosečna brzina objekta je 

### Razlika između srednje brzine i srednje vektorske brzine
Srednja brzina označava samo brzinu kretanja objekta, dok srednja vektorska brzina (vektorska brzina) opisuje koliko brzo i u kom pravcu se objekat kreće. Ako se dati automobil kreće brzinom od 60 km/h, njegova srednja brzina je specificirana. Međutim, ako se kaže da se automobil kreće na 60 km/h ka severu, njegova brzina je data.
Velika razlika može se uočiti kada se razmatra kretanju po krugu. Kada se telo kreće kružnom stazom i vraća na svoju početnu tačku, njegova srednja vektorska brzina je nula, dok se njegova srednja brzina određuje deljenjem obima kruga vremenom potrebnim za obilazak kruga. To je zato što se srednja vektorska brzina izračunava uzimajući u obzir samo pomeraj između početne i krajnje tačke, dok srednja brzina uzima u obzir ukupnu pređenu udaljenost.

### Tangencijalna brzina
Linearna brzina je pređeno rastojanje po jedinici vremena, dok je tangencijalna srednja brzina (ili tangencijalna brzina) linearna brzina tela koje se kreće duž kružne staze. Tačka na spoljnoj ivici vrteške ili fonografa prelazi veću udaljenost u jednoj potpunoj rotaciji od tačke bliže centru. Prelaženje veće udaljenosti u isto vreme znači veću brzinu, tako da je linearna brzina veća na spoljašnjoj ivici rotirajućeg objekta, nego što je bliže osi. Ova brzina duž kružne staze poznata je kao tangencijalna brzina, jer je smer kretanja tangenta na obod kruga. Za kružna kretanja, termini linearna brzina i tangencijalna brzina koriste se sinonimno, i oba koriste jedinice m/s, km/h i druge.
Srednja rotaciona brzina (ili srednja ugaona brzina) uključuje broj obrtaja po jedinici vremena. Svi delovi krute vrteške ili fonografa okreću se oko ose rotacije u istom vremenskom periodu. Stoga, svi delovi imaju istu srednju rotacionu brzinu, ili isti broj rotacija ili obrtaja po jedinici vremena. Uobičajeno je da se srednja rotaciona brzina izražava u obrtajima u minuti (RPM) ili u pređenim radijanima u jedinici vremena. U punoj rotaciji ima malo više od 6 radijana (tačno 2π radijana). Kada je smer dodeljen srednjoj rotacionoj brzini, ona je poznata kao rotaciona brzina ili ugaona brzina. Rotaciona brzina je vektor čija je magnituda srednja brzina rotacije.
Srednja tangencijalna brzina i srednja rotaciona brzina su povezane: što je veći broj obrtaja u minuti, to je veća je srednja brzina u metrima u sekundi. Srednja tangencijalna brzina je direktno proporcionalna srednjoj rotacionoj brzini na bilo kojoj fiksnoj udaljenosti od ose rotacije. Međutim, srednja tangencijalna brzina, za razliku od srednje rotacione brzine, zavisi od radijalne udaljenosti (rastojanja od ose). Za platformu koja se rotira sa fiksnom srednjom rotacionom brzinom, srednja tangencijalna brzina u centru je nula. Idući ka ivici platforme, srednja tangencijalna brzina se povećava proporcionalno rastojanju od ose. U obliku jednačine:
{\displaystyle v\propto \!\,r\omega \,,}
gde je v srednja tangencijalna brzina, a ω (grčko slova omega) je srednja rotaciona brzina. Kretanje je brže ako se brzina rotacije poveća (veća vrednost za ω). Kretanje je isto tako brže na lokacijama koje su udaljenije od ose (veća vrednost za r). Pomeranjem na dvostruku udaljenost od ose rotacije, udvostručava se brzina. U bilo kojoj vrsti rotirajućeg sistema, tangencijalna brzina zavisi od udaljenosti od ose rotacije.
Kada se koriste odgovarajuće jedinice za tangencijalnu brzinu v, rotacionu brzinu ω i radijalno rastojanje r, direktna proporcija v or r i ω postaje sledeća jednačina
{\displaystyle v=r\omega \,.}
Stoga će tangencijalna brzina biti direktno proporcionalna r kada svi delovi sistema istovremeno imaju istu ω, kao za točak, disk ili kruti štap.

## Primeri različitih brzina
| Brzina                                                             |             |             |               |             | Napomene                                                                                    |
| ------------------------------------------------------------------ | ----------- | ----------- | ------------- | ----------- | ------------------------------------------------------------------------------------------- |
| Približna brzina kontinentalnog pomeranja                          | 0,00000001  | 0,00000003  | 0,00000004    | 0,00000002  | 4 /godina. Varira u zavisnosti od lokacije.                                                 |
| Brzina običnog puža                                                | 0,001       | 0,003       | 0,004         | 0,002       | 1 milimetar u sekundi                                                                       |
| Brzina hod                                                         | 1,7         | 5,5         | 6,1           | 3,8         |                                                                                             |
| Tipični biciklista                                                 | 4,4         | 14,4        | 16            | 10          | Široko varira u zavisnosti od osobe, terena, bicikla, napora, vremenskih prilika            |
| Brzina udarca u borilačkim veštinama                               | 7,7         | 25,2        | 27,7          | 17,2        | Najbrži zabeleženi udarac je 130 milisekundi od poda do cilja na udaljenosti od 1 metra.    |
| sprinteri                                                          | 12,2        | 40          | 43,92         | 27          | Jusejn Boltov svetski record na 100 metara.                                                 |
| Približna srednja brzina biciklističkih trkača                     | 12,5        | 41,0        | 45            | 28          | Na ravnom terenu varira                                                                     |
| Tipično prigradsko ograničenje brzina vožnje u najvećem delu sveta | 13,8        | 45,3        | 50            | 30          |                                                                                             |
| Tajpej 101 opservacioni lift                                       | 16,7        | 54,8        | 60,6          | 37,6        | 1010 /min                                                                                   |
| Tipično ruralno ograničenje brzine                                 | 24,6        | 80,66       | 88,5          | 56          |                                                                                             |
| Britansko nacionalno ograničenje brzine (jedan kolovoz)            | 26,8        | 88          | 96,56         | 60          |                                                                                             |
| Uragan kategorije 1                                                | 33          | 108         | 119           | 74          | Minimalna stalna brzina tokom 1 minuta                                                      |
| Ograničenje brzine na francuskim autoputevima                      | 36,1        | 118         | 130           | 81          |                                                                                             |
| Najveća zabeležena brzina na ljudski pogon                         | 37,02       | 121,5       | 133,2         | 82,8        | Sam Vajtingam na ležipedu                                                                   |
| Brzina na vrhu cevi mejntbol markera                               | 90          | 295         | 320           | 200         |                                                                                             |
| Brzina krstarenja putničkog aviona Boing 747-8                     | 255         | 836         | 917           | 570         | Mah 0,85 na 35000 ft (10668 m) visine                                                       |
| Zvanični kopneni rekord u brzini                                   | 341,1       | 1119,1      | 1227,98       | 763         |                                                                                             |
| Brzina zvuka u suvom vazduhu na pritisku nivoa mora i 20 °         | 343         | 1125        | 1235          | 768         | Mah 1 po definiciji. 20 ° = 293,15 kelvina.                                                 |
| Brzina na vrhu cevi metka kalibra 7,62×39mm                        | 710         | 2330        | 2600          | 1600        | 7,62×39mm puščani metak Sovjetskog porekla                                                  |
| Zvanični rekord brzine letenja za avione sa mlaznim motorom        | 980         | 3215        | 3530          | 2194        | Lokid SR-71                                                                                 |
| Spejs-šatl an ulasku u atmosferu                                   | 7.800       | 25.600      | 28.000        | 17.500      |                                                                                             |
| Druga kosmička brzina za Zemlju                                    | 11.200      | 36.700      | 40.000        | 25.000      | 11,2 −1                                                                                     |
| Relativna brzina Vojadžera 1 do Sunca 2013. godine                 | 17.000      | 55.800      | 61.200        | 38.000      | Najbrža heliocentrična recesiona brzina bilo kojeg ljudskog objekta. (11 )                  |
| Prosečna orbitalna brzina planete Zemlje oko Sunca                 | 29.783      | 97.713      | 107.218       | 66.623      |                                                                                             |
| Najbrža zabeležena brzina letelice Helios.                         | 70.220      | 230.381     | 252.792       | 157.078     | Prepoznato kao najbrža brzina koju je postigao svemirski brod, ostvareno u solarnoj orbiti. |
| Brzina svetlosti u vakuumu (simbol c)                               | 299.792.458 | 983.571.056 | 1.079.252.848 | 670.616.629 | Tačno 299.792.458 m/s, po definiciji metra                                                     |

## Psihologija
Prema Žanu Pijažeu, intuicija pojma brzine kod ljudi prethodi onoj za trajanje, i zasniva se na ideji prestizanja. Pijaže je proučavao ovu temu inspirisan pitanjem koje mu je 1928. godine postavio Albert Ajnštajn: „U kom redosledu deca stiču koncepte vremena i brzine?” Dečiji rani koncept brzine zasnovan je na „prestizanju”, uzimajući u obzir samo vremenske i prostorne redoslede, specifično: „Smatra se da je pokretni objekt brži od drugog kada je u datom trenutku prvi objekt iza, a trenutak kasnije ispred drugog objekta.”

## Literatura
- Richard P. Feynman, Robert B. Leighton, Matthew Sands. The Feynman Lectures on Physics, Volume I, Section 8-2. Addison-Wesley, Reading, Massachusetts (1963).  0-201-02116-1.
- Robert Resnick and Jearl Walker (2004). Fundamentals of Physics. Wiley; 7 Sub edition (June 16). ISBN 978-0-471-23231-5.

## Spoljašnje veze
- physicsabout.com Архивирано на веб-сајту  (25. мај 2021), Speed and Velocity
- Velocity and Acceleration
- Introduction to Mechanisms (Carnegie Mellon University)